# Liste der Naturdenkmale in Gärtringen
| Naturdenkmale | Anzahl |
| ------------- | ------ |
| FND           | 16     |
| END           | 6      |
| Gesamt        | 22     |

Die Liste der Naturdenkmale in Gärtringen nennt die verordneten Naturdenkmale (ND) der im baden-württembergischen Landkreis Böblingen liegenden Gemeinde Gärtringen. In Gärtringen gibt es insgesamt 22 als Naturdenkmal geschützte Objekte, davon 16 flächenhafte Naturdenkmale (FND) und 6 Einzelgebilde-Naturdenkmale (END).
Stand: 31. Oktober 2016.

## Flächenhafte Naturdenkmale (FND)
| Name                                           | Bild | Kennung     | Einzelheiten | Position | Fläche Hektar | Datum         |
| ---------------------------------------------- | ---- | ----------- | ------------ | -------- | ------------- | ------------- |
| Feuchtbiotop Blozmilchbrunnen                  |      | 81150150006 | Gärtringen   | ⊙        | 1,4           | 23. Jan. 1992 |
| Feuchtbiotop Entenlache                        | BW   | 81150150021 | Gärtringen   | ⊙        | 0,5           | 23. Jan. 1992 |
| Feuchtbiotop Heusulz                           |      | 81150150013 | Gärtringen   | ⊙        | 1,8           | 23. Jan. 1992 |
| Feuchtbiotop Jennissen                         |      | 81150150009 | Gärtringen   | ⊙        | 0,9           | 23. Jan. 1992 |
| Feuchtbiotop Plattenwiesen                     | BW   | 81150150010 | Gärtringen   | ⊙        | 1,4           | 23. Jan. 1992 |
| Feuchtbiotop Sulz                              |      | 81150150012 | Gärtringen   | ⊙        | 4,3           | 23. Jan. 1992 |
| Feuchtbiotop u. Gehölz Unteres Kirchholz       | BW   | 81150150008 | Gärtringen   | ⊙        | 1,6           | 23. Jan. 1992 |
| Feuchtbiotop Weingartwiesen                    | BW   | 81150150017 | Gärtringen   | ⊙        | 0,9           | 23. Jan. 1992 |
| Feuchtgebiet Scheibenegert                     | BW   | 81150150019 | Gärtringen   | ⊙        | 0,6           | 23. Jan. 1992 |
| Halbtrockenrasen Kreutäcker                    | BW   | 81150150014 | Gärtringen   | ⊙        | 2,2           | 23. Jan. 1992 |
| Halbtrockenrasen u. Hecken Weingartenberg      |      | 81150150022 | Gärtringen   | ⊙        | 1,1           | 23. Jan. 1992 |
| Halbtrockenrasen Weinberg                      | BW   | 81150150015 | Gärtringen   | ⊙        | 4,2           | 23. Jan. 1992 |
| Halbtrockenrasen Zistenäcker                   |      | 81150150011 | Gärtringen   | ⊙        | 1,2           | 23. Jan. 1992 |
| Hecken u. Halbtrockenrasen Hube am Silbergrund |      | 81150150005 | Gärtringen   | ⊙        | 0,6           | 23. Jan. 1992 |
| Steinbruch am Riegelberg                       | BW   | 81150150003 | Gärtringen   | ⊙        | 0,4           | 23. Jan. 1992 |
| Steinbruch Ruck                                |      | 81150150004 | Gärtringen   | ⊙        | 0,1           | 23. Jan. 1992 |
| Legende für Naturdenkmal                       |      |             |              |          |               |               |

## Einzelgebilde (END)
| Name                                      | Bild                                           | Kennung     | Einzelheiten | Position | Fläche Hektar | Datum         |
| ----------------------------------------- | ---------------------------------------------- | ----------- | ------------ | -------- | ------------- | ------------- |
| Alte Linde am Aidlinger Weg (Winterlinde) | Nachpflanzung, kein ND Status mehr             | 81150150001 | Gärtringen   | ⊙        | 0,0           | 23. Jan. 1992 |
| Eiche Schelmenwasen                       | BW                                             | 81150150018 | Gärtringen   | ⊙        | 0,0           | 23. Jan. 1992 |
| Friedenlinde am Aidlinger Weg             |                                                | 81150150002 | Gärtringen   | ⊙        | 0,0           | 23. Jan. 1992 |
| Linde u. Kastanie am Friedhof             |                                                | 81150150016 | Gärtringen   | ⊙        | 0,0           | 23. Jan. 1992 |
| Rotbuche (genannt Buchele)                | BW                                             | 81150150007 | Gärtringen   | ⊙        | 0,0           | 23. Jan. 1992 |
| 2 Linden Löwenwiesen                      | Nachpflanzung einer Linde, kein ND Status mehr | 81150150020 | Gärtringen   | ⊙        | 0,0           | 23. Jan. 1992 |
| Legende für Naturdenkmal                  |                                                |             |              |          |               |               |